# ميدان الملك خالد للفروسية
ميدان الملك خالد للفروسية الميدان الثاني لساباقات الخيول في المملكة العربية السعودية.
يقع الميدان بالحوية في محافظة الطائف. تنطلق من الميدان أولى سباقات الموسم، ويستكمل الموسم في ميدان الملك عبد العزيز للفروسية بالجنادرية في العاصمة الرياض. يُعتبر ميدان الملك خالد للفروسية بالطائف ميدانًا لسباقات المصيف. جُدِّدَ الميدان وجددت منشآته في عهد الملك عبد الله بن عبد العزيز، وغير اسمه من ميدان الحوية إلى ميدان الملك خالد للفروسية بالطائف.